# معرض الصين الدولي للطيران والفضاء
معرض الصين الدولي للطيران والفضاء (بالإنجليزية: China International Aviation & Aerospace Exhibition)‏ ( الصينية : 中国国际航空航天博览会): هو أكبر معرض للطيران في البر الرئيسي للصين ). ويعقد مرة واحدة كل سنتين في تشوهاي، بمقاطعة غوانغدونغ، الصين، منذ عام 1996.